# Vlag van Kinrooi
De vlag van Kinrooi werd door de gemeenteraad op 6 april 1987 officieel vastgesteld als de gemeentelijke vlag van de Belgisch Limburgse gemeente Kinrooi. Op 7 juli 1987 werd hij door het Bestuur van Vlaanderen bevestigd en uiteindelijk gepubliceerd op 3 december 1987 in het officiële Belgisch Staatsblad.
Officieel wordt de vlag beschreven als:
Geel met drie rode jachthoorns, beslagen en gemond van wit
De vlag is gelijk aan het sprekend wapen van het voormalige Graafschap Horn. De familie van Horne werd voor het eerst vermeld in 1102 en was afkomstig uit de stad Horn, tegenwoordig onderdeel van de gemeente Leudal, in Nederlands-Limburg. De graven van Horne bezaten ooit grote domeinen in Limburg, Noord-Brabant en Noord-Frankrijk en hun wapens komen nog steeds veel voor in de burgerlijke heraldiek van deze regio's. In Nederland zijn één tot drie hoorns te zien op de (soms voormalige) gemeentevlag en/of het wapen van Horn, waarvan de vlag bijna identiek is aan die van Kinrooi, Haelen, Loon op Zand, Eindhoven, Wessem, Roggel en Neer, Beegden, Hunsel, Weert, Cranendonck, Heeze-Leende, Waalre, Heythuysen en Leudal. De drie hoorns zijn ook te zien op het wapen van de Belgische stad en provincie Luik.

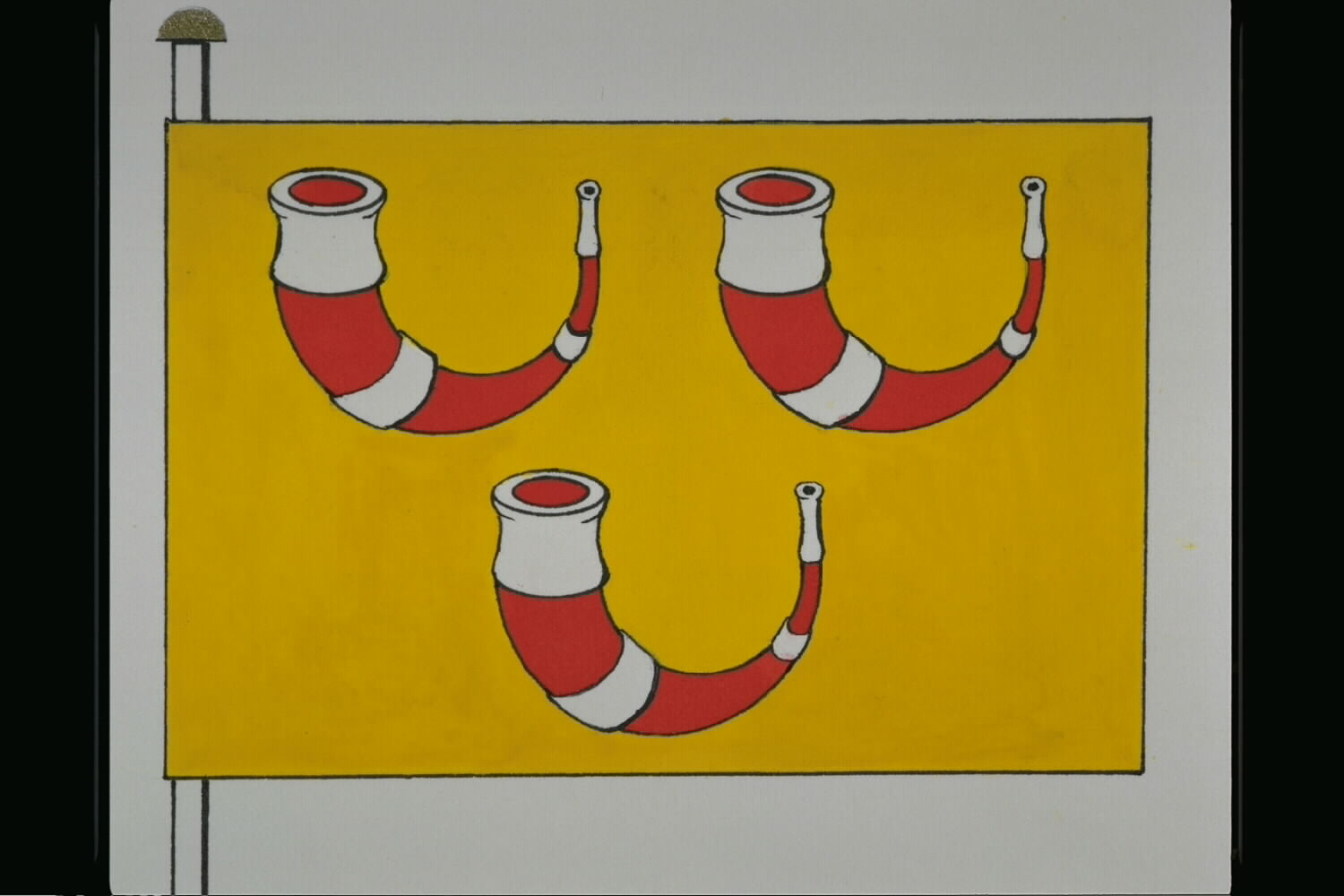
Officiële tekening van de vlag
Vlag van Horn